# Јуен Бремнер
Јуен Бремнер (енгл. Ewen Bremner; 23. јануара 1972) шкотски је позоришни, филмски и телевизијски глумац, и редитељ. Најпознатији је по улогама у филмовима Судија Дред (1995), Трејнспотинг (1996), Кућа дроге (1998), Снеч (2000), Перл Харбор (2001), Пад црног јастреба (2001), Осми путник против Предатора (2004), Смрт на сахрани (2007), Ледоломац (2013) и Трејнспотинг 2 (2017), поред многих.